# Secteur informel au Sénégal

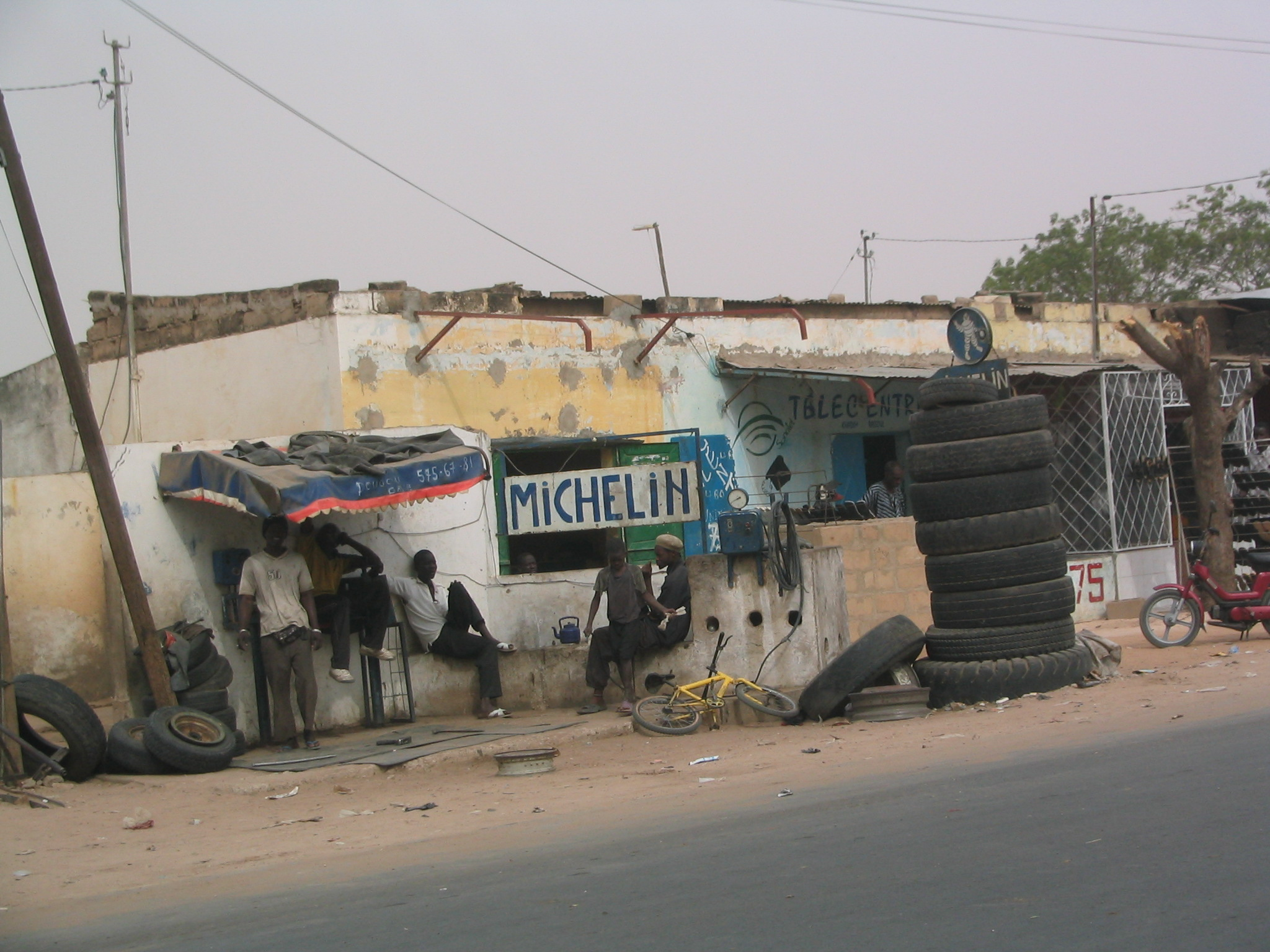
Vente de pneus au bord de la route, à Meckhe (région de Thiès)

Comme dans bien d'autres pays d'Afrique, le secteur informel occupe une place très importante dans l'économie du Sénégal. En effet, une fraction significative de la population vit de ce que l'on appellerait ailleurs des « petits boulots ». Selon une étude récente de la Banque mondiale, ce secteur génèrerait 97 % des créations d'emplois dans un pays très touché par le chômage.
Ces activités échappent à tout type d'imposition, de contrôle ou même simplement de dénombrement.

## Définition

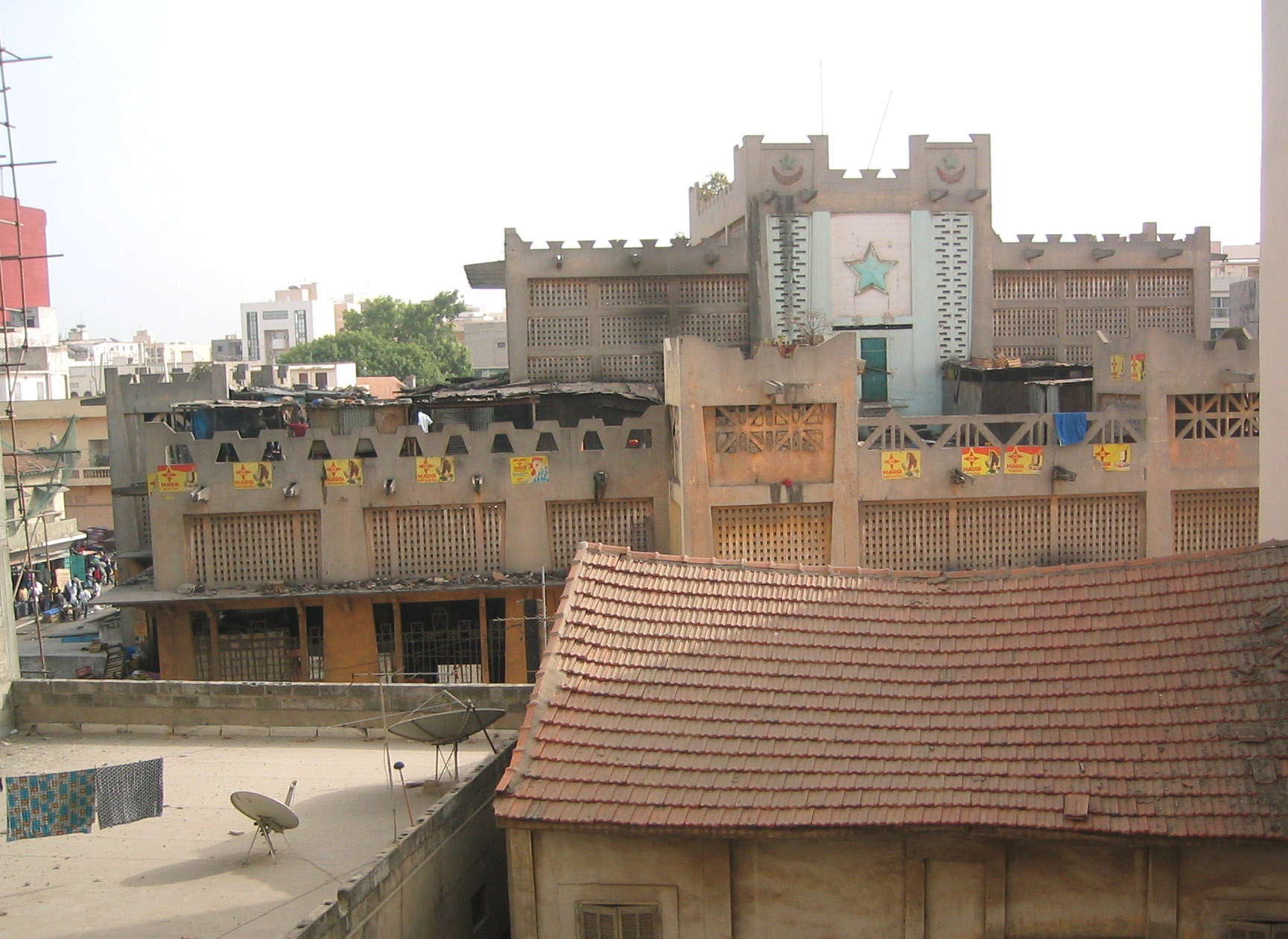
Le marché Sandaga à Dakar, « temple de l'informel »

La notion de secteur informel (ou "secteur non structuré") est définie par l'Organisation internationale du travail (OIT).
Sept critères caractérisent cette économie en marge de la production classique de biens et de services :
- facilité d’accès aux activités ;
- utilisation de ressources locales ;
- propriété familiale des entreprises ;
- échelle restreinte des opérations ;
- utilisation de techniques simples et nombre réduit de travailleurs ;
- qualifications acquises en dehors du système scolaire officiel ;
- marchés échappant à tout règlement et ouverts à la concurrence.

## Place dans l'économie du pays
Avec l'État, le secteur informel est le principal pourvoyeur d'emplois et la première source de revenus.

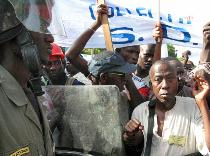
Affrontements à Dakar en novembre 2007

Sa part s'est légèrement réduite au fil du temps. 
En 2011, le secteur informel représentait 41,6% du PIB et emploie environ 48,8% de la population active occupée. Ce taux est cependant inférieur à celui de l'ensemble de l'Afrique subsaharienne (68 %). Le salaire annuel moyen perçu par un employé du secteur s’élève à 505 805 FCFA, soit un salaire mensuel de 42 150 FCFA (64 euros).
Au-delà des statistiques, on lui reconnaît une grande vitalité.
Ne pouvant combattre de front un secteur aussi dynamique et omniprésent, l'État tente plutôt d'encourager ces travailleurs à entrer petit à petit dans la légalité afin de bénéficier des avantages sociaux et des régimes de retraite.
En novembre 2007, de violentes manifestations éclatent à Dakar lorsque les pouvoirs publics décident d'interdire tout commerce informel dans les rues de la ville. Des vendeurs ambulants affrontent la police, brûlent des pneus, lancent des pierres sur les forces de l’ordre et saccagent des bureaux. Les policiers ripostent en faisant usage de gaz lacrymogènes. D’après des témoins, plusieurs protestataires sont arrêtés.

## Principaux domaines d'activités

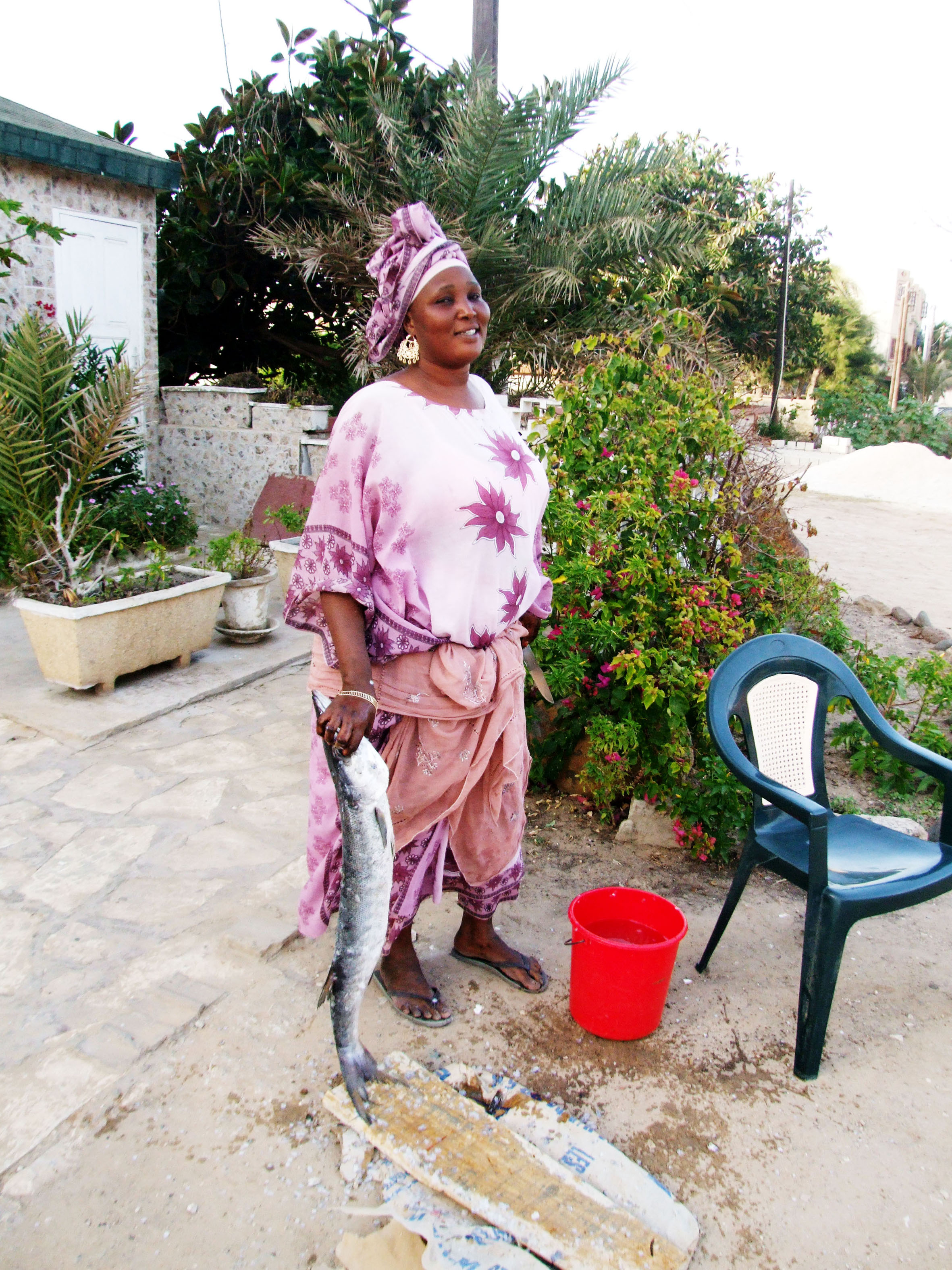
Vendeuse de poisson à domicile (Yoff)

Certaines professions ne sont guère concernées, car elles sont régies par des textes précis. C'est le cas de la santé, de l'assurance, de l'administration, des carrières de l'enseignement. 
En revanche, la pêche, le petit commerce, l'artisanat relèvent pour l'essentiel de l'économie informelle.
Les femmes et les enfants sont particulièrement concernés.
La récupération informelle des déchets est parfois détournée vers la création artistique. C'est ainsi que des boîtes de conserves ou des fils de fer sont utilisés pour confectionner des modèles réduits de voitures ou de bicyclettes vendus aux touristes.

### Filmographie

#### Documentaires
- Le Secteur informel au Sénégal, court métrage documentaire sénégalais, 1998, 13'

#### Films de fiction
- Borom Sarret, court-métrage de Ousmane Sembène, 1963
- La Petite Vendeuse de Soleil, moyen métrage de Djibril Diop Mambéty, 1998